# Isomyia phryxea
Isomyia phryxea är en tvåvingeart som först beskrevs av Seguy 1949.  Isomyia phryxea ingår i släktet Isomyia och familjen Rhiniidae. Inga underarter finns listade i Catalogue of Life.